# ظله (كورنوال)
ظله (بالإنجليزية: Zelah, Cornwall)‏ هي قرية تقع في المملكة المتحدة في كورنوال.